# Ciclismo nos Jogos Pan-Americanos de 2015 - BMX masculino
A competição do BMX masculino foi um dos eventos do ciclismo nos Jogos Pan-Americanos de 2015 em Toronto. Foi disputada no Centro Pan-Americano de BMX do Centennial Park, em Toronto entre os dias 10 e 11 de julho.

## Calendário
Horário local (UTC-4).
| Data        | Horário | Fase             |
| ----------- | ------- | ---------------- |
| 10 de julho | 12:00   | Qualificação     |
| 10 de julho | 13:00   | Super final      |
| 11 de julho | 14:05   | Quartas de final |
| 11 de julho | 15:45   | Semifinal        |
| 11 de julho | 16:15   | Final            |

## Medalhistas
| Ouro   | CAN Tory Nyhaug   |
| Prata  | ECU Alfredo Campo |
| Bronze | USA Nicholas Long |

## Resultados

### Qualificação
| Colocação | Ciclista                         | Nacionalidade      | Qualificação | Qualificação | Super-Final        | Super-Final        |
| Colocação | Ciclista                         | Nacionalidade      | Tempo        | Colocação    | Tempo              | Colocação          |
| --------- | -------------------------------- | ------------------ | ------------ | ------------ | ------------------ | ------------------ |
| 1         | Tory Nyhaug                      | CAN Canadá         | 36.640       | 3            | 36.113             | 1                  |
| 2         | Carlos Mario Oquendo Zabala      | COL Colômbia       | 37.470       | 8            | 36.534             | 2                  |
| 3         | Gonzalo Molina                   | ARG Argentina      | 37.170       | 5            | 36.944             | 3                  |
| 4         | Ramiro Marino Carlomagno         | ARG Argentina      | 37.150       | 4            | 37.023             | 4                  |
| 5         | Renato Rezende                   | BRA Brasil         | 37.410       | 7            | 37.308             | 5                  |
| 6         | James Brown                      | CAN Canadá         | 37.880       | 9            | 37.411             | 6                  |
| 7         | Nicholas Long                    | USA Estados Unidos | 38.050       | 11           | 37.583             | 7                  |
| 8         | Emilio Falla Buchely             | ECU Equador        | 37.890       | 10           | 38.026             | 8                  |
| 9         | Anderson Ezequiel De Souza Filho | BRA Brasil         | 37.340       | 6            | 38.042             | 9                  |
| 10        | Christopher Mireles              | MEX México         | 38.370       | 12           | 38.464             | 10                 |
| 11        | Jefferson Milano Duran           | VEN Venezuela      | 38.510       | 13           | 38.522             | 11                 |
| 12        | Elias Aguirre                    | CHI Chile          | 39.120       | 15           | 38.884             | 12                 |
| 13        | Jaime Quintanilla Cuenca         | BOL Bolívia        | 39.460       | 16           | 39.368             | 13                 |
| 14        | Connor Fields                    | USA Estados Unidos | 36.120       | 1            | 1:00.193           | 14                 |
| 15        | Carlos Alberto Ramirez Yepes     | COL Colômbia       | 36.540       | 2            | 1:12.361           | 15                 |
| 16        | Zaithyel Soekandar               | ARU Aruba          | 38.590       | 14           | DNF                | DNF                |
| 17        | Esteban Yaffar                   | BOL Bolívia        | 39.520       | 17           | Não se classificou | Não se classificou |
| 18        | Maliek Byndloss                  | JAM Jamaica        | 42.760       | 18           | Não se classificou | Não se classificou |
| 19        | Juan Carlos Zuniga Canani        | PER Peru           | 44.090       | 19           | Não se classificou | Não se classificou |
| 20        | Jaime Koochoy Wong               | PER Peru           | 44.350       | 20           | Não se classificou | Não se classificou |
| 21        | Enrique Luis Diaz Cedeno         | VEN Venezuela      | 1:16.720     | 21           | Não se classificou | Não se classificou |
| 22        | Alfredo Campo Vintimilla         | ECU Equador        | 2:08.440     | 22           | Não se classificou | Não se classificou |
|           | Cristobal Palominos              | CHI Chile          | DNS          | DNS          | DNS                | DNS                |
|           | Alan Roman                       | MEX México         | DNS          | DNS          | DNS                | DNS                |

### Quartas de final
Os quatro primeiros colocados de cada grupo avançam  para a semifinal. 
| Colocação | Bateria | Ciclista                         | Nacionalidade      | Corrida 1  | Corrida 2    | Corrida 3  | Pontos | Notas |
| --------- | ------- | -------------------------------- | ------------------ | ---------- | ------------ | ---------- | ------ | ----- |
| 1         | 1       | Tory Nyhaug                      | CAN Canadá         | 37.260 (1) | 37.304 (1)   | 36.605 (1) | 3      | Q     |
| 2         | 1       | Anderson Ezequiel De Souza Filho | BRA Brasil         | 38.317 (3) | 38.955 (2)   | 37.210 (2) | 7      | Q     |
| 3         | 1       | Emilio Falla Buchely             | ECU Equador        | 38.057 (2) | 41.183 (3)   | 37.886 (3) | 8      | Q     |
| 4         | 1       | Esteban Yaffar                   | BOL Bolívia        | 54.231 (5) | 45.566 (4)   | 43.977 (4) | 13     | Q     |
| 5         | 1       | Zaithyel Soekandar               | ARU Aruba          | 47.830 (4) | REL (7)      | DNF (5)    | 16     |       |
| 1         | 2       | Carlos Mario Oquendo Zabala      | COL Colômbia       | 37.051 (1) | 37.100 (2)   | 36.196 (1) | 4      | Q     |
| 2         | 2       | Carlos Alberto Ramirez Yepes     | COL Colômbia       | 37.532 (2) | 36.593 (1)   | 36.243 (2) | 5      | Q     |
| 3         | 2       | Nicholas Long                    | USA Estados Unidos | 38.171 (4) | 37.608 (3)   | 37.298 (3) | 10     | Q     |
| 4         | 2       | Maliek Byndloss                  | JAM Jamaica        | 38.003 (3) | 37.746 (4)   | 37.693 (4) | 11     | Q     |
| 5         | 2       | Christopher Mireles              | MEX México         | 44.703 (5) | 38.246 (5)   | 37.993 (5) | 15     |       |
| 1         | 3       | Connor Fields                    | USA Estados Unidos | 36.519 (1) | 37.083 (1)   | 36.223 (1) | 3      | Q     |
| 2         | 3       | Gonzalo Molina                   | ARG Argentina      | 37.557 (3) | 37.633 (2)   | 37.037 (3) | 8      | Q     |
| 3         | 3       | Alfredo Campo Vintimilla         | ECU Equador        | 36.902 (2) | 1:00.416 (5) | 36.549 (2) | 9      | Q     |
| 4         | 3       | Jefferson Milano Duran           | VEN Venezuela      | 38.564 (4) | 38.206 (3)   | 38.677 (5) | 12     | Q     |
| 5         | 3       | Juan Carlos Zuniga Canani        | PER Peru           | 52.755 (5) | 46.478 (4)   | 43.117 (6) | 15     |       |
| 6         | 3       | James Brown                      | CAN Canadá         | REL (8)    | 3:27.565 (6) | 37.313 (4) | 18     |       |
| 1         | 4       | Renato Rezende                   | BRA Brasil         | 38.570 (2) | 37.155 (1)   | 37.109 (1) | 4      | Q     |
| 2         | 4       | Ramiro Marino Carlomagno         | ARG Argentina      | 37.331 (1) | 37.699 (2)   | 38.626 (3) | 6      | Q     |
| 3         | 4       | Jaime Quintanilla Cuenca         | BOL Bolívia        | 40.005 (4) | 38.641 (3)   | 40.061 (4) | 11     | Q     |
| 4         | 4       | Elias Aguirre                    | CHI Chile          | 39.371 (3) | REL (8)      | 38.571 (2) | 13     | Q     |
| 5         | 4       | Jaime Koochoy Wong               | PER Peru           | 49.300 (5) | 43.105 (4)   | 46.687 (5) | 14     |       |
| 6         | 4       | Enrique Luis Diaz Cedeno         | VEN Venezuela      | DNS (8)    | DNS (8)      | DNS        | 16     |       |

### Semifinal
Os quatro primeiros ciclistas de cada grupo avançam para a final.
| Colocação | Bateria | Ciclista                         | Nacionalidade      | Tempo    | Diferença | Notas |
| --------- | ------- | -------------------------------- | ------------------ | -------- | --------- | ----- |
| 1         | 1       | Tory Nyhaug                      | CAN Canadá         | 36.405   | -         | Q     |
| 2         | 1       | Gonzalo Molina                   | ARG Argentina      | 37.350   | +0.945    | Q     |
| 3         | 1       | Emilio Falla Buchely             | ECU Equador        | 37.574   | +1.169    | Q     |
| 4         | 1       | Carlos Alberto Ramirez Yepes     | COL Colômbia       | 37.795   | +1.390    | Q     |
| 5         | 1       | Jefferson Milano Duran           | VEN Venezuela      | 38.406   | +2.001    |       |
| 6         | 1       | Renato Rezende                   | BRA Brasil         | 45.317   | +8.912    |       |
| 7         | 1       | Jaime Quintanilla Cuenca         | BOL Bolívia        | 47.343   | +10.938   |       |
| 8         | 1       | Maliek Byndloss                  | JAM Jamaica        | 48.100   | +11.695   |       |
| 1         | 2       | Connor Fields                    | USA Estados Unidos | 36.479   | -         | Q     |
| 2         | 2       | Anderson Ezequiel De Souza Filho | BRA Brasil         | 36.772   | +0.293    | Q     |
| 3         | 2       | Alfredo Campo Vintimilla         | ECU Equador        | 37.254   | +0.775    | Q     |
| 4         | 2       | Nicholas Long                    | USA Estados Unidos | 37.661   | +1.182    | Q     |
| 5         | 2       | Ramiro Marino Carlomagno         | ARG Argentina      | 37.864   | +1.385    |       |
| 6         | 2       | Elias Aguirre                    | CHI Chile          | 44.362   | +7.883    |       |
| 7         | 2       | Esteban Yaffar                   | BOL Bolívia        | 44.820   | +8.341    |       |
| 8         | 2       | Carlos Mario Oquendo Zabala      | COL Colômbia       | 1:29.024 | +52.545   |       |

### Final
| Colocação         | Ciclista                         | Nacionalidade      | Tempo  | Diferença | Notas |
| ----------------- | -------------------------------- | ------------------ | ------ | --------- | ----- |
| Medalha de ouro   | Tory Nyhaug                      | CAN Canadá         | 36.208 | -         |       |
| Medalha de prata  | Alfredo Campo Vintimilla         | ECU Equador        | 36.501 | +0.293    |       |
| Medalha de bronze | Nicholas Long                    | USA Estados Unidos | 37.046 | +0.838    |       |
| 4                 | Anderson Ezequiel De Souza Filho | BRA Brasil         | 37.299 | +1.091    |       |
| 5                 | Emilio Falla Buchely             | ECU Equador        | 38.519 | +2.311    |       |
| 6                 | Gonzalo Molina                   | ARG Argentina      | 40.574 | +4.366    |       |
|                   | Connor Fields                    | USA Estados Unidos | DNF    | DNF       | DNF   |
|                   | Carlos Alberto Ramirez Yepes     | COL Colômbia       | REL    | REL       | REL   |

Legenda
| Recorde mundial                  | Recorde mundial (World record)               |                       | Recorde africano                      | Recorde africano (African) |                                           | Q | Classificado por posição (Qualified) |
| Recorde dos Jogos Pan-Americanos | Recorde pan-americano (Pan-American record)  | Recorde da América    | Recorde da América (Americas)         | q                          | Classificado por melhor tempo (Qualified) |   |                                      |
| Melhor marca do ano              | Melhor marca do ano (World leading)          | Recorde asiático      | Recorde asiático (Asian)              | DNS                        | Não largou (Did not start)                |   |                                      |
| Recorde nacional                 | Recorde nacional (National record)           | Recorde europeu       | Recorde europeu (European)            | DNF                        | Não terminou (Did not finish)             |   |                                      |
| Recorde pessoal                  | Recorde pessoal do atleta (Personal best)    | Recorde da Oceania    | Recorde da Oceania (Oceania)          | DSQ / DQ                   | Desclassificado (Disqualified)            |   |                                      |
| Recorde da temporada             | Recorde da temporada do atleta (Season best) | Recorde sul-americano | Recorde sul-americano (South America) | NM                         | Sem marca (No mark)                       |   |                                      |